# Buddleja araucana
Buddleja araucana är en flenörtsväxtart som beskrevs av Rodolfo Amando Philippi. Buddleja araucana ingår i släktet buddlejor, och familjen flenörtsväxter. Inga underarter finns listade i Catalogue of Life.

## Bildgalleri

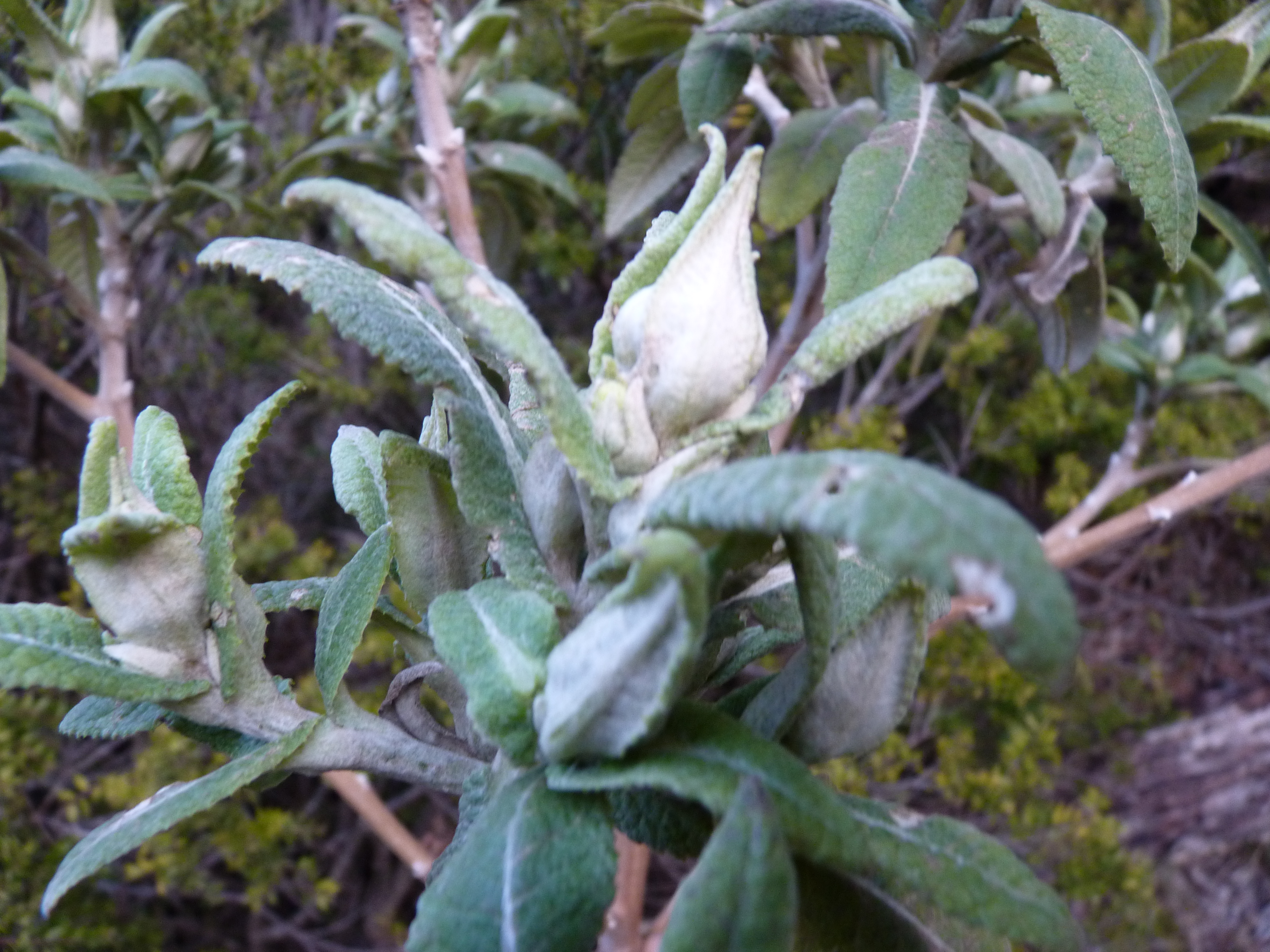